# Liste von Themenparks mit zoologischem Schwerpunkt
Die Liste von Themenparks mit zoologischem Schwerpunkt beinhaltet Einrichtungen, die eine Kombination aus einem Freizeit- oder Themenpark und einem Zoo darstellen und hauptsächlich zu Unterhaltungs-, Vergnügungs- und kommerziellen Zwecken dienen. Viele zoologische Themenparks  kombinieren klassische Elemente eines Vergnügungsparks, wie thematische Unterhaltung und Fahrgeschäfte, mit klassischen Zoo-Elementen, wie lebenden Tieren, die in Gehegen zur Schau gestellt werden. Oftmals werden lebende Tiere als Teil von Fahrgeschäften und Attraktionen in den Themenparks genutzt und präsentiert.
Als Themenparks mit zoologischem Schwerpunkt lasse sich auch bestimmte Meeressäugetierparks, Ozeanarien und aufwendigere Delfinarien wie SeaWorld zählen, die Fahrgeschäfte und zusätzliche Unterhaltungsattraktionen anbieten und in denen Meerestiere wie Wale gehalten, ausgestellt und manchmal trainiert werden, um in Shows aufzutreten.
Im Jahr 2010 wurde die Praxis, Tiere als trainierte Show-Darsteller in Themenparks zu halten, stark kritisiert, als ein Trainer in SeaWorld Orlando in Florida von einem Orca-Wal getötet wurde.

## Liste von zoologischen Themenparks

### Zoologische Themenparks

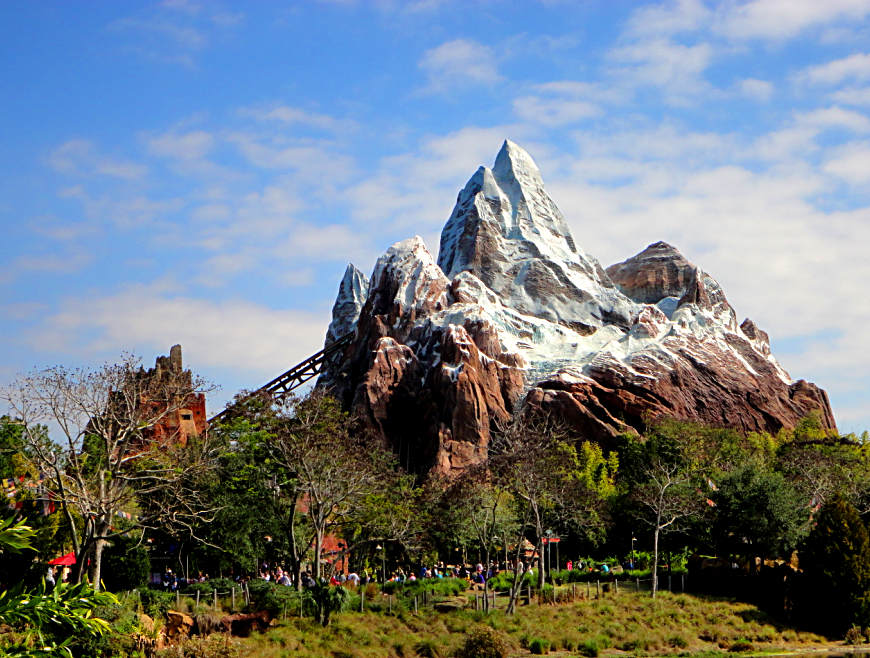
Disney’s Animal Kingdom

- Adventure World in Wakayama, Präfektur Wakayama, Japan
- Bayern Park, Reisbach, Bayern, Deutschland
- Bali Safari and Marine Park in Bali, Indonesien
- Beto Carrero World in Santa Catarina, Brasilien
- Bellewaerde in Zonnebeke, Belgien
- Big Rivers Waterpark & Adventures in New Caney, Texas, USA
- Busch Gardens Tampa Bay in Tampa Bay, Florida, USA
- Busch Gardens Williamsburg in Williamsburg, Virginia, USA
- Chessington World of Adventures in Surrey, England
- Clark’s Bears in Lincoln, New Hampshire, USA
- Conny-Land in Lipperswil, Thurgau, Schweiz
- Debrecen Zoo and Amusement Park in Debrecen, Ungarn
- Disney’s Animal Kingdom in Lake Buena Vista, Florida, USA
- Dreamworld in Gold Coast, Australien
- Drusillas Zoo Park in Alfriston, England
- Eifelpark, Gondorf, Rhineland-Palatinate, Deutschland
- Emerald Park in County Meath, Irland
- Erlebnispark Tripsdrill in Cleebronn, Baden-Württemberg, Deutschland
- Flamingo Land in North Yorkshire, England
- Fun Spot America in Orlando, Florida, USA
- Gatorland in Orlando, Florida, USA
- Happy Hollow Park & Zoo in San Jose, Kalifornien, USA
- Hersheypark in Hershey, Pennsylvania, USA
- Higashiyama Zoo and Botanical Gardens in Chikusa-ku, Nagoya, Japan
- Jaderpark in Wesermarsch, Niedersachsen, Deutschland
- Kalahari Resorts in Sandusky, Ohio, USA
- Kemah Boardwalk in Kemah, Texas, USA
- Knoebels in Elysburg, Pennsylvania, USA
- Le Pal in Saint-Pourçain-sur-Besbre, Frankreich
- Lion Country Safari in Loxahatchee, Florida, USA
- Öland Zoo and Amusement Park in Färjestaden, Öland, Sweden
- Panorama-Park Sauerland Wildpark in Rinsecke, Nordrhein-Westfalen, Deutschland
- Parc Safari in Hemmingford, Quebec, Kanada
- Safariland Stukenbrock in Stukenbrock, Nordrhein-Westfalen, Deutschland
- Santa’s Village in Jefferson, New Hampshire, USA
- Seregeti Park in Hodenhagen, Niedersachsen, Deutschland
- Six Flags Discovery Kingdom in Vallejo, Kalifornien, USA
- Six Flags Great Adventure in Jackson, New Jersey, USA
- Taman Safari in Bogor, Indonesien
- Tier- und Freizeitpark Thüle in Friesoythe, Niedersachsen, Deutschland
- Tobu Zoo in Miyashiro, Saitama, Japan
- Wild Adventures in Valdosta, Georgia, USA
- Wildlands Adventure Zoo Emmen in Emmen, Niederlande
- Wildlife World Zoo in Litchfield Park, Arizona, USA
- Wild- und Freizeitpark Klotten in Klotten, Rheinland-Pfalz, Deutschland
- Wild- und Freizeitpark Willingen in Willingen (Upland), Hessen, Deutschland
- York’s Wild Kingdom in York Beach, Maine, USA

### Marine-Themenparks (Meeressäugetierparks und Ozeanarien)

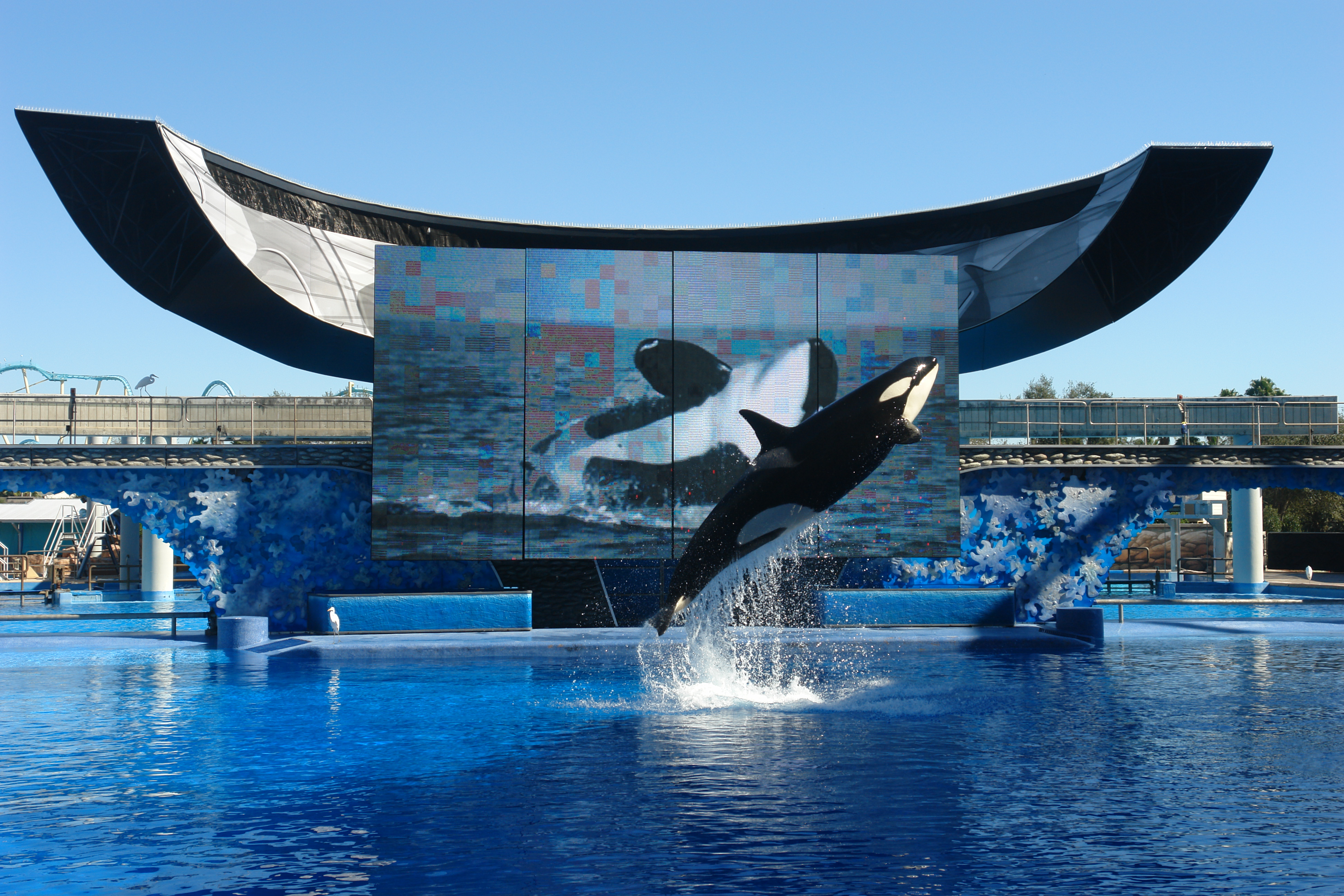
SeaWorld Orlando

- Adventure World in Wakayama, Wakayama Prefecture, Japan
- Aquatica in Orlando, Florida und San Antonio, Texas
- Boudewijn Seapark in Sint-Michiels, Bruges, Belgien
- Conny-Land in Lipperswil, Thurgau, Schweiz
- Discovery Cove in Orlando, Florida
- Dolfinarium Harderwijk in Harderwijk, Niederlande
- Epcot in Walt Disney World, Lake Buena Vista, Florida, USA
- Higashiyama Zoo and Botanical Gardens in Chikusa-ku, Nagoya, Japan
- Kemah Boardwalk in Kemah, Texas
- Legoland Deutschland in Günzburg, Deutschland
- Marineland in Niagara Falls, Ontario, Canada
- Ocean Park Hong Kong in Hong Kong, China
- Scheels in Billings, Montana
- Sea World in Gold Coast, Australia
- Sea World Yas Island, Abu Dhabi, Vereinigte Arabische Emirate
- SeaWorld San Antonio in San Antonio, Texas
- SeaWorld San Diego in San Diego, California
- SeaWorld Orlando in Orlando, Florida
- Six Flags Discovery Kingdom in Vallejo, California
- Story Land in Glen, New Hampshire
- Yokohama Hakkeijima Sea Paradise in Yokohama, Kanagawa Prefecture, Japan

### Zoos mit Attraktionen
Viele Zoos haben einzelne Karussells oder Safari-Züge, aber es gibt auch Zoos oder Tierparks, welche mehrere Fahrattraktionen beherbergen.
- Affen- und Vogelpark Eckenhagen in Reichshof, Nordrhein-Westfalen, Deutschland
- Bronx Zoo in New York City, USA
- Columbus Zoo and Aquarium in Powell, Ohio, USA
- Fort Wayne Children’s Zoo in Fort Wayne, Indiana, USA
- Granby Zoo in Granby, Quebec, Kanada
- Hovatter’s Wildlife Zoo in Kingwood, West Virginia
- Idaho Falls Zoo at Tautphaus Park
- Indianapolis Zoo in Indianapolis, Indiana
- Kolmården Wildlife Park in Norrköping, Östergötland County, Schweden
- Metro Richmond Zoo in Chesterfield County, Virginia
- Natur- und Tierpark Brüggen in Brüggen, Nordrhein-Westfalen, Deutschland
- Oakland Zoo in Oakland, Kalifornien
- Pittsburgh Zoo & Aquarium in Pittsburgh, Pennsylvania
- San Diego Zoo in San Diego, Kalifornien
- San Diego Zoo Safari Park in Escondido, Kalifornien
- Taman Safari Bali in Indonesien
- Singapore Zoo in Singapur
- Toledo Zoo in Toledo, Ohio
- Wild- & Erlebnispark Daun in Daun, Rheinland-Pfalz, Deutschland
- Wild- und Freizeitpark Ostrittrum in Ostrittrum, Niedersachsen, Deutschland
- Zoo Miami in Miami, Florida
- ZOOM Erlebniswelt Gelsenkirchen in Gelsenkirchen, Nordrhein-Westfalen, Deutschland
- ZooTampa at Lowry Park in Tampa, Florida